# Montevideo (rascacielos)
Montevideo es el nombre de un rascacielos, se emplaza sobre la orilla del río Nieuwe Maas en Róterdam, Países Bajos. 

## Características
Fue diseñado por el estudio de arquitectura Mecanoo, donde trabajan arquitectos como Francine Houben. Presenta 43 pisos que se desarrollan en 140 metros de altura. Si se cuenta además la enorme "M" del logo en el techo, la altura total es de 153 metros; este logo también funciona como una gran veleta. Se inauguró el 19 de diciembre de 2005; esta edificación multipropósito dispone de 6050 m² de oficinas, 192 apartamentos y 1933 m² de superficie comercial.

## Distinciones
Este edificio ha recibido una mención del International Highrise Award 2006, también recibió el Dedallo Minosse Prize. En la selección final del Emporis Skyscraper Award 2005 obtuvo el tercer puesto.

## Galería

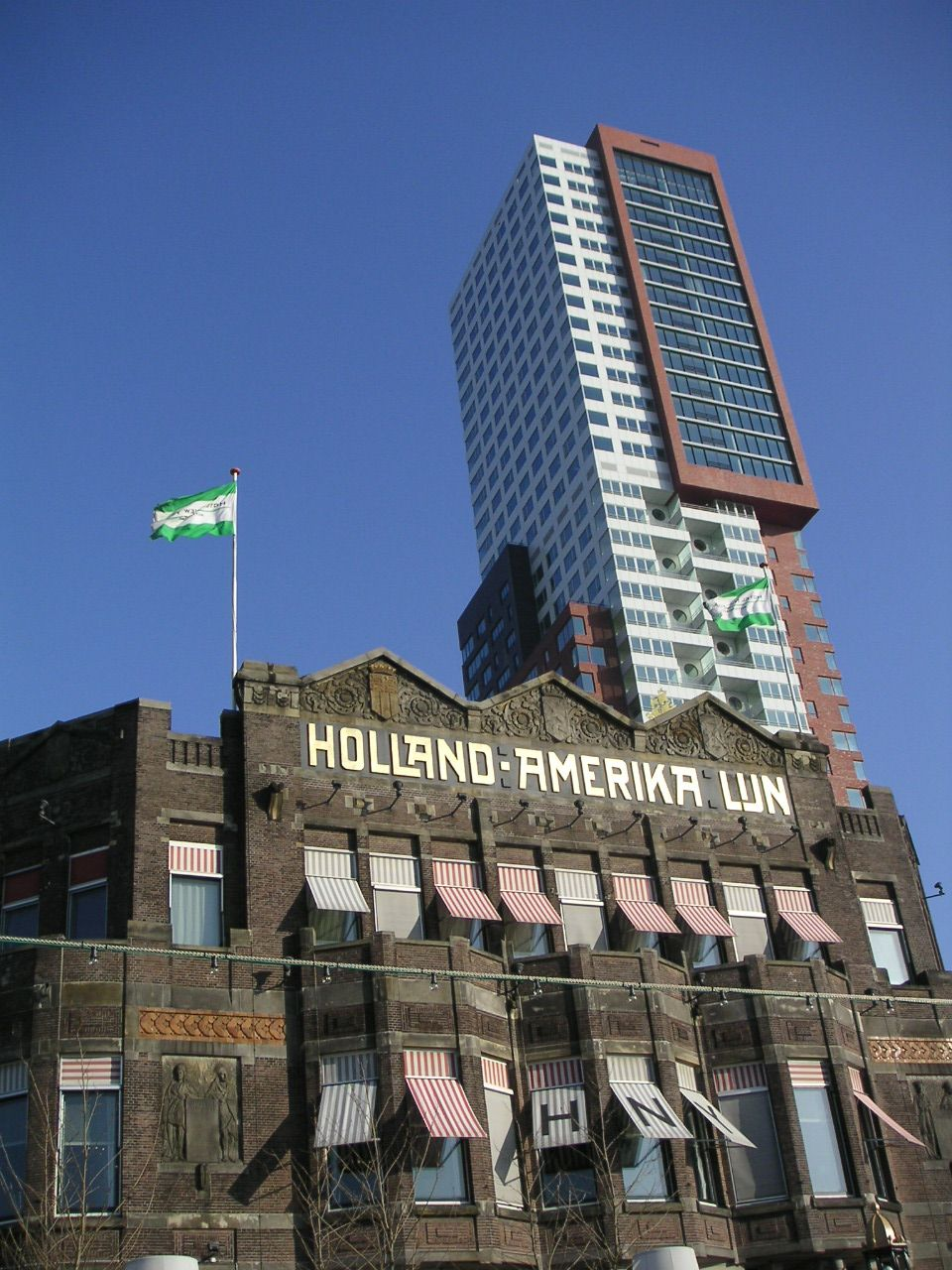
El rascacielos Montevideo detrás de la Holland America Line
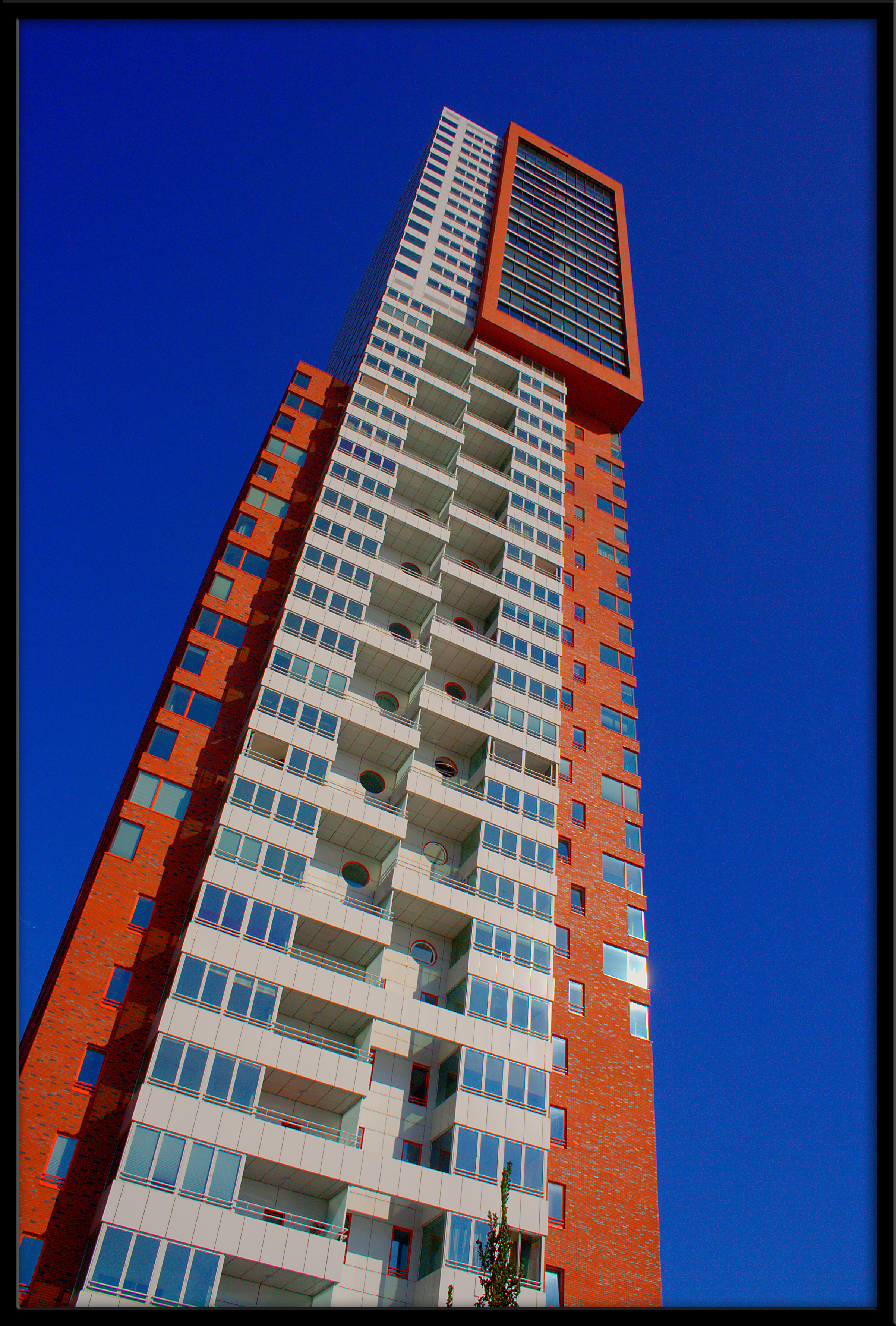
El rascacielos Montevideo
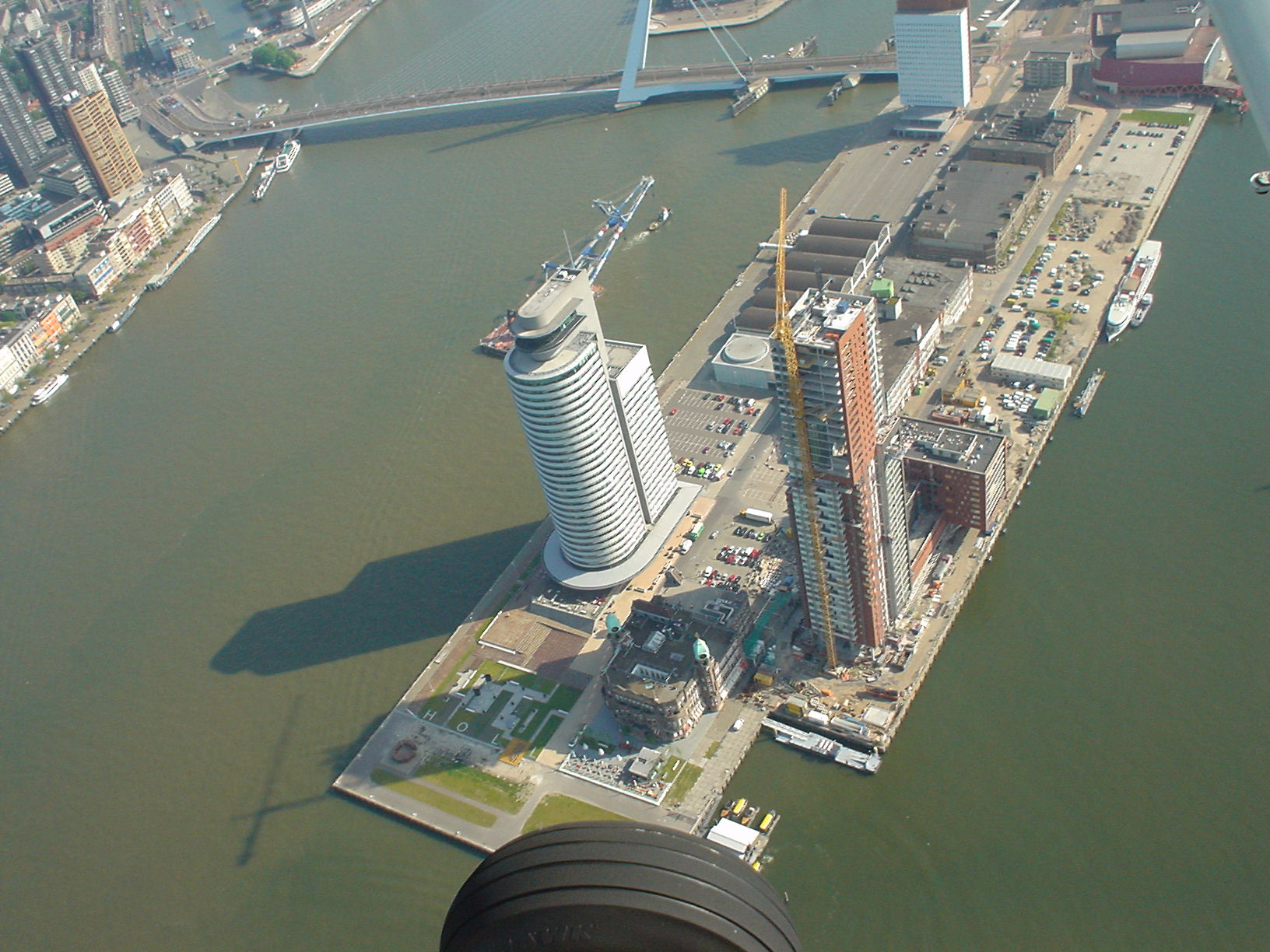
Los rascacielos Montevideo y World Port Center